# Comalapa (Nicarágua)
Comalapa é um município da Nicarágua, situado no departamento de Chontales. Tem 644 km² de área e sua população em 2020 foi estimada em 25.932 habitantes.